# Karta Tybetańczyków na Uchodźstwie
Karta Tybetańczyków na Uchodźstwie  (potocznie zwana też konstytucją Tybetu; ang: Charter of the Tibetans In-Exile) – dokument przyjęty przez Tybetańskie Zgromadzenie Przedstawicieli Ludowych (ang: Assembly of Tibetan People’s Deputies) 14 czerwca 1991. Karta ta powiązana jest z Centralnym Rządem Tybetańskim.